# Tossal de les Sorts
El Tossal de les Sorts és una muntanya de 476 metres que es troba al municipi de Torrefeta i Florejacs, a la comarca catalana de la Segarra.